# Теневыносливые растения
Теневыно́сливые расте́ния, сциогелиофиты  (от др.-греч. σκιά — тень + Ἥλιος — солнце + φυτόν — растение) в экологии растений — растения, толерантные к затенению, произрастающие преимущественно в тенистых местообитаниях (в отличие от светолюбивых растений, гелиофитов), но также хорошо развивающиеся и на открытых участках с бо́льшим или меньшим количеством прямого солнечного света (в отличие от тенелюбивых растений, сциофитов). Теневыносливые растения рассматриваются в экологии растений как промежуточная группа между гелиофитами и сциофитами; их определяют как факультативные гелиофиты.
В растениеводстве обычно рассматривают только две оппозитные группы растений — светолюбивые и теневыносливые; последние иногда называют сциофитами, тем самым употребляя термин в несколько ином, более широком значении. В любом случае, границы групп условны; имеется достаточно большое количество видов, которые по различным признакам или на разных фазах развития можно было бы отнести к той или иной группе.
В растениеводстве также широко применяется термин теневыносливость — под ним подразумевается свойство культивируемых растений переносить пониженную освещённость вообще, либо в сравнении с освещённостью в условиях естественного местообитания. Теневыносливость — относительный термин, его правильное понимание во многом зависит от контекста. При сопоставлении различных древесных растений «теневыносливость» будет иметь одно смысловое содержание, но при сравнении теневыносливых деревьев с теневыносливыми кустарниками или травянистыми растениями под «теневыносливостью» могут подразумеваться совершенно различные уровни освещённости. Теневыносливость — достаточно сложное, многогранное свойство растений, зависящее от многих факторов, в том числе и от того, насколько у различных видов развита адаптация к затенению. Растения одного вида, выращенные в различных условиях, могут показывать различную степень теневыносливости: на неё влияют плодородие почв, достаток воды и другие абиотические факторы.

## Основные положения
Солнечный свет необходим для выживания всем растениям, за исключением лишь нескольких видов. Однако, в количественном отношении, высокая интенсивность освещения не всегда способствует нормальному развитию растений. При недостатке воды в почве и влаги в атмосфере растениям легче существовать в затенённых местообитаниях, нежели на открытом солнце.
Растения поглощают световую энергию в основном из фиолетово-синей и отчасти красной зон спектрального диапазона видимого света. Световое излучение красного диапазона большей частью поглощается светолюбивыми растениями, образующими верхние ярусы лесов, но излучение, близкое к инфракрасному, проникает сквозь листву к растениям, образующим нижние ярусы. Обитающие здесь теневыносливые растения способны поглощать свет из крайней красной зоны спектра (с длиной волны 730 нм).
Однако меньшая освещённость означает, что растениям доступно меньшее количество энергии. Подобно тому, как в солнечной и сухой окружающей среде ограничительным фактором в росте и выживании растений является дефицит влаги, — в тенистых местообитаниях ограничительным фактором обычно является недостаток солнечной энергии.
Усвоение растениями питательных веществ часто различается у обитающих в тени и на солнечном месте. Затенённость обычно исходит от деревьев, образующих верхние ярусы лесов. Это обуславливает различия в почвах, которые в лесах регулярно обогащаются питательными веществами за счёт продуктов разложения сброшенной листвы. По сравнению с лесными, почвы солнечных местообитаний той же климатической зоны обычно беднее. Теневыносливые растения по сравнению со светолюбивыми лучше приспособлены для большего усвоения питательных веществ; а теневыносливость как таковая до некоторой степени зависит от плодородия почвы.

## Особенности морфологии и физиологии теневыносливых растений
Теневыносливые растения характеризуются относительно невысокой интенсивностью фотосинтеза. Их листья по ряду важных анатомо-морфологических признаков отличаются от листьев гелиофитов. В листе теневыносливых растений обычно слабо дифференцирована столбчатая и губчатая паренхима; характерны увеличенные межклеточные пространства. Эпидермис довольно тонкий, однослойный, клетки эпидермиса могут содержать хлоропласты (чего никогда не встречается у гелиофитов). Кутикула обыкновенно тонкая. Устьица обычно размещены на обеих сторонах листа с несущественным преобладанием на оборотной стороне (у светолюбивых растений, как правило, на лицевой стороне устьица отсутствуют или расположены преимущественно на оборотной стороне). По сравнению с гелиофитами у теневыносливых растений значительно ниже содержание хлоропластов в клетках листа — в среднем от 10 до 40 на клетку; суммарная поверхность хлоропластов листа ненамного превышает его площадь (в 2—6 раз; тогда как у гелиофитов превышение составляет в десятки раз).
Для некоторых теневыносливых растений характерно образование антоциана в клетках при произрастании на ярком солнце, что придаёт красноватую или буроватую окраску листьям и стеблям, нехарактерную в естественных условиях местообитания. У других при произрастании при прямом солнечном освещении отмечается более бледная окраска листьев.
Внешний облик теневыносливых растений также отличается от светолюбивых. Теневыносливые растения обычно обладают более широкими, более тонкими и мягкими листьями, чтобы улавливать больше рассеянного солнечного света. По форме они обычно плоские и гладкие (тогда как у гелиофитов часто встречается складчатость, бугорчатость листьев). Характерно горизонтальное расположение листвы (у гелиофитов листья нередко расположены под углом к свету) и листовая мозаика. Лесные травы обычно вытянуты, высоки, имеют удлинённый стебель.
Многие теневыносливые растения обладают высокой пластичностью своего анатомического строения в зависимости от освещённости (прежде всего это касается строения листьев). Например, у бука, сирени, дуба листья, образовавшиеся в тени, обыкновенно имеют существенные анатомические отличия от листьев, выросших при ярком солнечном освещении. Последние по своей структуре напоминают листья гелиофитов (такие листья определяют как «световые», в противоположность «теневым»).

## Недревесные теневыносливые растения
В умеренных климатических зонах многие травянистые растения и кустарники произрастают под тенистым навесом леса, закрывающим от прямых солнечных лучей. Некоторые из них (например, копытень, сныть) успевают достаточно развиться в течение весны при ярком освещении, до распускания листвы древесного яруса. То есть, в ранний период развития они физиологически светолюбивы, а впоследствии — теневыносливы. Как и у древесных пород, теневыносливость у недревесных растений вариативна в широких пределах. Некоторые рано развивающие листву растения сохраняются после того, как сомкнётся лиственный полог деревьев, тогда как другие быстро отмирают, завершив свой жизненный цикл. Экстремальным примером подобного являются зимние однолетники: они прорастают осенью, сохраняются в течение зимы, зацветают и плодоносят весной.
Хотя большинство растений растёт к свету (см. фототропизм), многие теневыносливые тропические лианы (к примеру, монстера привлекательная и многие виды рода филодендрон) первоначально, после прорастания, от света отдаляются. Это помогает им определить местонахождение ствола дерева, служащего им опорой, и на который они в процессе роста поднимаются, достигая областей более яркой освещённости.

## Теневыносливые деревья
В лесах, где осадки достаточны и вода не является ограничивающим фактором к росту, теневыносливость — один из определяющих факторов, характеризующих различные древесные виды. Однако разные виды деревьев показывают различную адаптацию к затенению. Например, тсуга канадская, одно из характерных теневыносливых растений родом из Северной Америки, в состоянии прорастать и полноценно развиваться под полностью закрытым пологом леса. Клён сахарный также относят к характерным теневыносливым деревьям; он также прорастает под закрытым пологом и может хорошо развиваться как обитатель подлеска, но в отличие от тсуги канадской, достигает полноценных размеров и развития только когда над ним образовывается открытое пространство. Не переносящие затенения деревья — гелиофиты, такие как ива, осина, берёза — не могут развиваться как растения нижнего яруса леса. Они предпочитают открытые местообитания с достатком света: часто произрастают в заболоченных местах, вдоль рек и озёр, или на месте бывших гарей. Теневыносливые деревья умеренного климата по сравнению со светолюбивыми обычно обладают большей стойкостью к пониженным дневным температурам в период вегетации.

## Теневыносливые растения в растениеводстве

### Сельскохозяйственные растения
Подавляющее большинство сельскохозяйственных культур относятся к светолюбивым растениям, поэтому сельскохозяйственные угодья под растениеводство обустраиваются преимущественно на открытых пространствах (поля, фруктовые сады), а в холмистой местности возделываются прежде всего южные склоны.
Тем не менее некоторые распространённые овощные культуры теневыносливы. Примеры таковых — огурец, кабачок, салат, спаржа, ревень, щавель. Более того, агротехникой для некоторых из них предусматривается определённое дозирование света для получения качественных овощей (от избыточного воздействия прямого солнечного света листья салата и плоды огурцов обретают горький вкус).
К теневыносливым относятся некоторые корнеплодные (редис, репа) и пряные растения (петрушка, мелисса, мята). Относительно теневынослива вишня обыкновенная (одно из немногих теневыносливых плодовых деревьев); теневыносливы некоторые ягодные кустарники (смородина, ежевика, некоторые сорта крыжовника) и травянистые растения (земляника садовая, брусника).
Некоторые теневыносливые растения — ценные кормовые культуры. Выращиваемая для этих целей вика посевная используется к тому же ещё и в качестве сидерата.